# Boyer (Virginia Occidental)
Boyer es un área no incorporada ubicada dentro del Distrito Greenbank, condado de Pocahontas (Virginia Occidental), una división civil menor del , Estados Unidos. Está catalogada como un asentamiento humano por la Junta de Nombres Geográficos de los Estados Unidos.
El número de identificación (ID) asignado por el Servicio Geológico de Estados Unidos es 1553957.

## Geografía
Se encuentra a una altitud de 817 metros sobre el nivel del mar (2681 pies) según el conjunto de datos de elevación nacional.